# Michał Kaczmarek (siatkarz)
Michał Kaczmarek (ur. 26 grudnia 1984 roku w Pucku) – siatkarz, grający na pozycji środkowego.
Karierę w Polskiej Lidze Siatkówki rozpoczął w sezonie 2003/2004, kiedy to został przeniesiony do pierwszej drużyny Ivett Jastrzębie Borynia. Mimo że nie rozegrał ani jednego meczu, został mistrzem Polski. W kolejnym sezonie wypożyczony został do AZS-u PWSZ Nysa. W sezonie 2004/2005 rozegrał w PLS-ie 22 mecze. Po sezonie przeszedł do Asseco Resovii Rzeszów, w której grał do zakończenia sezonu 2008/2009. Od sezonu 2009/2010 reprezentował barwy radomskiego Jadar Sport S.A..
Kaczmarek ma za sobą występy w reprezentacji Polski. W 2003 roku zdobył tytuł mistrza świata juniorów. Ma za sobą także występy w kadrze B reprezentacji Polski, prowadzonej przez Krzysztofa Felczaka.

## Sukcesy klubowe
Mistrzostwo Polski:
- 2004
- 2009

Mistrzostwo I ligi:
- 2011

## Sukcesy reprezentacyjne
Mistrzostwa Europy Kadetów:
- 2001

Mistrzostwa Świata Juniorów:
- 2003